# Liste des personnages de Firefly

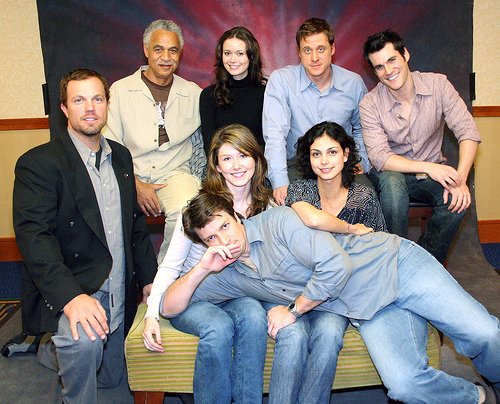
Firefly Flanvention, décembre 2005. Allongé au premier plan : Nathan Fillion ; assise à gauche, Jewel Staite, et à droite, Morena Baccarin ; autour d'eux, de gauche à droite : Adam Baldwin, Ron Glass, Summer Glau, Alan Tudyk, Sean Maher.

Cette liste regroupe les personnages de la franchise Firefly, c'est-à-dire de la série télévisée Firefly, du film Serenity et des comics Serenity.

## Personnages principaux

### Malcolm Reynolds

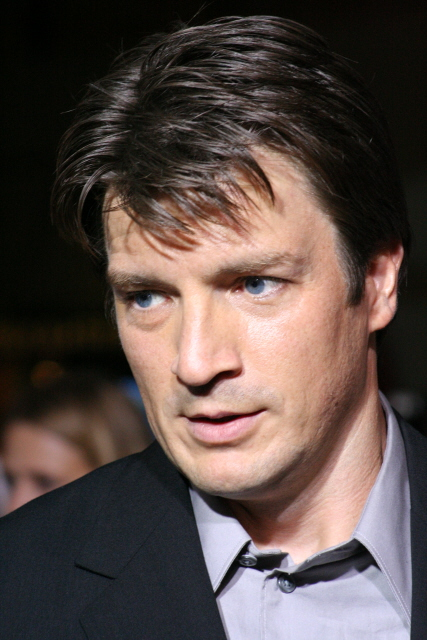
Nathan Fillion à la première du film Serenity en 2005.

Malcolm Reynolds, surnommé Mal, est joué par Nathan Fillion. C'est le capitaine et le propriétaire du Serenity.

### Zoe Washburne

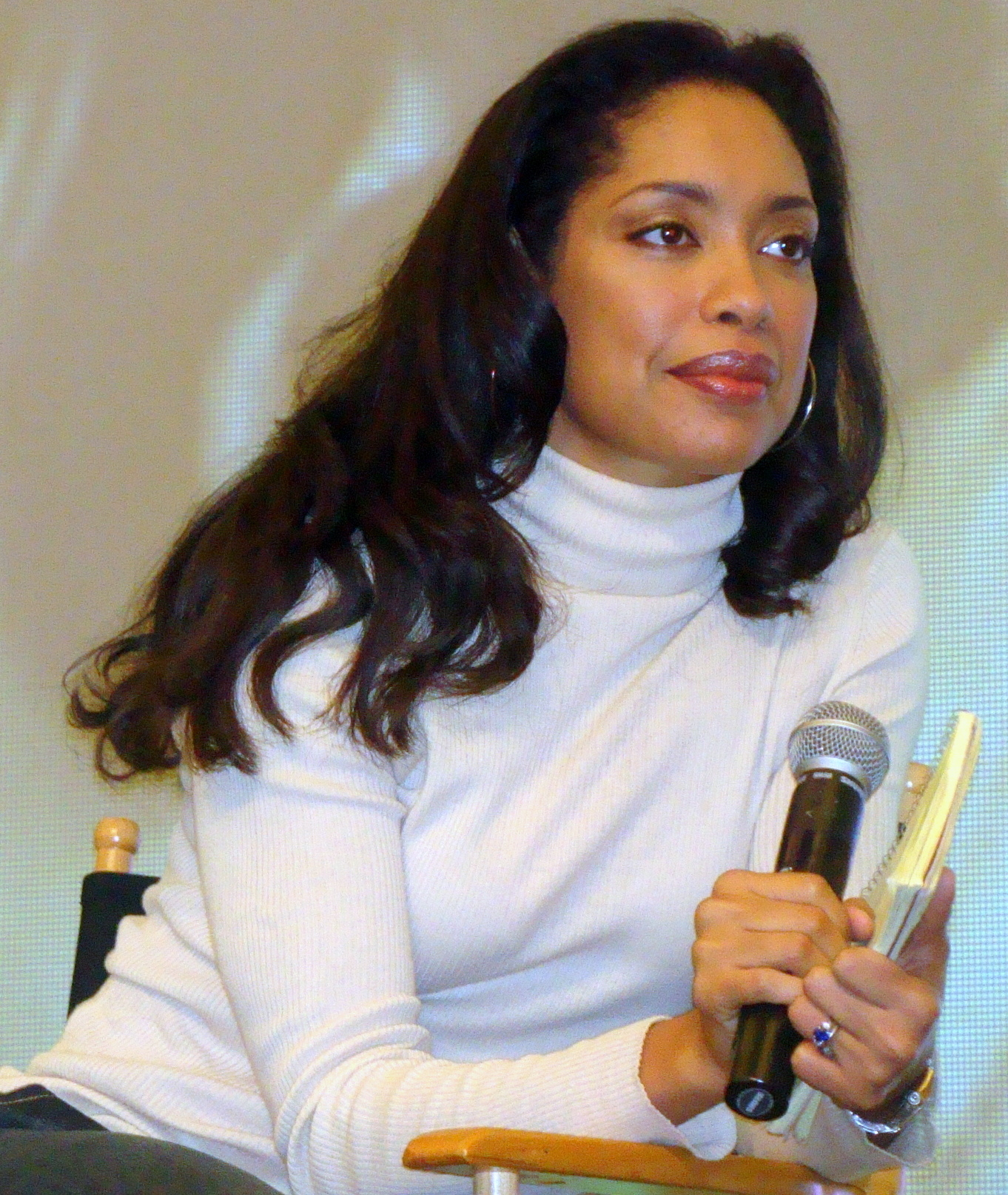
Gina Torres en 2008 durant la Creation Firefly & Serenity Convention.

Zoe Washburne, née Zoe Alleyne, est jouée par Gina Torres. Elle est second de l'équipage du Serenity.
L'accessoire utilisé comme son arme préférée a été utilisé à l'origine dans la série Brisco County.

### Hoban Washburne

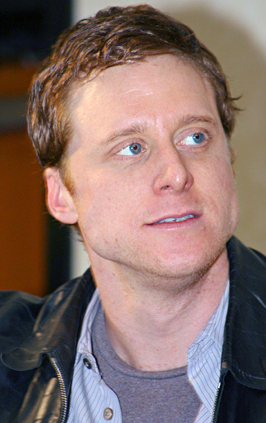
Tudyk en 2005 à la Serenity Flanvention.

Hoban Washburne est joué par Alan Tudyk. C'est le pilote du Serenity et l'époux de Zoe. Il est toujours appelé uniquement « Wash », la première syllabe de son nom de famille.

### Inara Serra

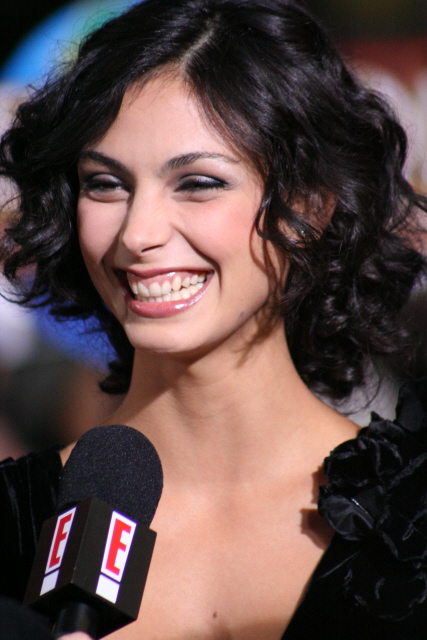
Morena Baccarin à la première du film Serenity en 2005.

Inara Serra est jouée par Morena Baccarin.
Inara montre dans cet épisode une certaine maîtrise de l'escrime. Dans le film Serenity, elle prouve également qu'elle a reçu un entraînement d'arts martiaux et qu'elle sait se servir d'un arc et de flèches. Une scène proposée du film devait montrer Inara en train d'expliquer le maniement de l'arc aux autres filles de la maison des Compagnes, mais cette idée a été retirée car elle apparaissait trop comme une « Wonder Woman »
Une intrigue secondaire concernant Inara était en arrière-plan de la série sans avoir pu être développée avant son annulation. Joss Whedon, dans le commentaire audio DVD de l'épisode pilote, explique que la seringue qu'Inara sort de sa boîte lors de la rencontre avec le vaisseau des Ravageurs n'est pas pour le suicide. Plus tard, dans l'épisode La Panne, lorsque Simon dit qu'il ne veut pas mourir sur le vaisseau, Inara répond qu'elle ne veut pas mourir tout court. Dans Mission secours, Nandi remarque qu'Inara ne vieillit pas. Le secret a été révélé dans une présentation à la DragonCon de 2008 où Morena Baccarin confirme qu'Inara était atteinte d'une maladie mortelle, ce qui est confirmé dans l'émission spéciale 10 ans de la série intitulée Firefly: Browncoats Unite diffusée sur la chaîne Science en novembre 2012. Dans la même émission, le scénariste Tim Minear explique que la seringue mystérieuse contenait une drogue qui causerait la mort de ses violeurs au cas où cette éventualité se produirait. Il a également affirmé que si la série n'avait pas été annulée, un épisode aurait montré Inara enlevée par de nombreux ravageurs, qui auraient tous été retrouvés morts par Mal, à cause des effets de cette drogue.

### Jayne Cobb

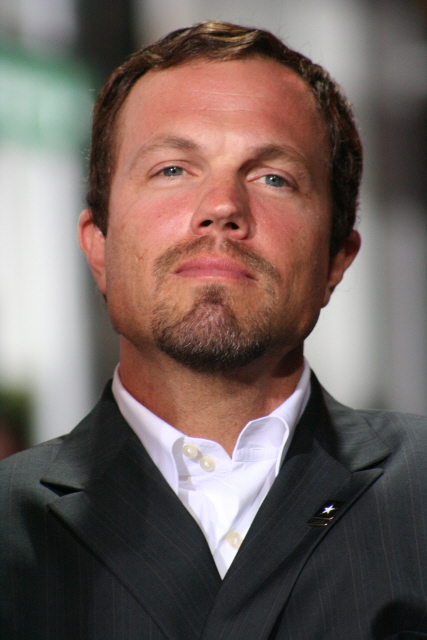
Adam Baldwin en 2005 à la première du film Serenity.

Jayne Cobb est joué par Adam Baldwin. C'est un mercenaire, membre de l'équipage du Serenity. Il est d'une loyauté douteuse vis-à-vis de ses camarades d'équipage. Jayne est un homme à la carrure impressionnante (Baldwin mesure 1,93 m), donnant au premier abord l'impression d'une brute mais qui fait régulièrement usage de bon sens et de ruse. Adam Baldwin décrit son personnage comme « Sexe. Muscle. Humour. Truandage. Jayne. » Il le qualifie également de « gars pratique », expliquant son utilisation d'humour noir en expliquant qu'en cas de danger, il y a le choix entre « paniquer, pleurer et souiller son pantalon, ou faire une blague et essayer de survivre ».
Bien que se comportant souvent de manière brutale et simpliste, il montre parfois un caractère plus complexe et sensible. Dans le premier épisode Les Nouveaux Passagers, Jayne se joint à Book au moment de dire les grâces en silence. Dans Le Message, il est révélé que Jayne envoie l'argent gagné dans ses activités mercenaires à sa mère, qui l'utilise pour prendre soin d'un enfant malade nommé Mattie. Dans le même épisode, il porte fièrement un bonnet tricoté orange et jaune avec oreilles et pompon orange, juste parce que sa mère le lui a fait spécialement pour qu'il ne prenne pas froid alors qu'il voyage à travers l'espace, malgré les gentilles moqueries de ses camarades d'équipage. Adam Baldwin a vendu aux enchères le bonnet original utilisé dans la série lors d'une vente de charité au profit de la Marine Corps–Law Enforcement Foundation, pour un montant de 4 707,57 dollars et la Fox affirme posséder la propriété intellectuelle sur ce bonnet pour faire cesser le marché naissant de production de répliques.

### Kaylee Frye

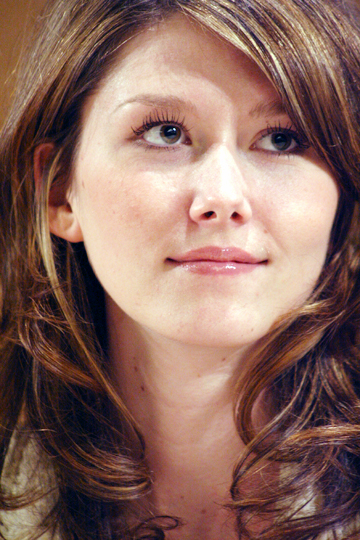
Jewel Staite en 2005 à la Serenity Flanvention.

Kaywinnet Lee « Kaylee » Frye est jouée par Jewel Staite. Kaylee a des compétences excellentes en mécanique malgré son absence de formation et est la mécanicienne du Serenity,. Elle est exceptionnellement joyeuse et enjouée, gardant le sourire même quand le moral de tout le monde est bas,,,.
Jewel Staite décrit le caractère de son personnage comme bienveillant, doux, et « tout à fait sincère dans cette douceur », ajoutant qu'« elle aime être sur ce vaisseau. Elle aime tous ces gens. Et c'est la seule qui les aime tous incroyablement sincèrement. »
Staite a dit au magazine Interview que « c'est une fille facile avec le cœur sur la main. » À côté de ses compétences en mécanique qui lui permettent de tout réparer, elle aime les choses féminines et est ennuyée que Mal ne voie pas qu'elle est autant une femme qu'une mécanicienne.
Quand Kaylee rencontre pour la première fois Simon Tam dans l'épisode pilote, elle est immédiatement attirée par ce docteur bien habillé. Son attirance pour Simon ne débouche sur rien dans la série, même s'il est clair que ce sentiment est réciproque.

### Simon Tam

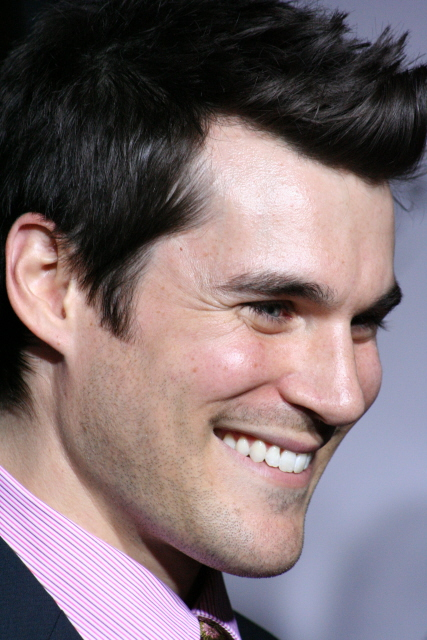
Sean Maher en 2005 à la première du film Serenity.

Le docteur Simon Tam est joué par Sean Maher (et Zac Efron dans un flashback). C'est un passager du Serenity. Il a sacrifié ses biens et sa carrière pour arracher sa sœur à un mystérieux programme expérimental. Ses compétences médicales sont régulièrement précieuses pour l'équipage.

### River Tam

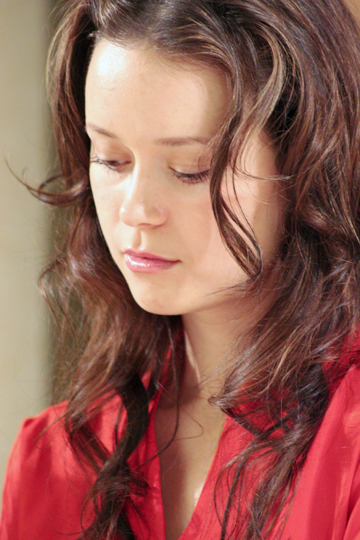
Summer Glau en 2005 à la Serenity Flanvention.

River Tam est jouée par Summer Glau, qui a gagné un Saturn Award du meilleur second rôle féminin pour ce rôle dans le film Serenity en 2006. C'est une passagère du Serenity
Le style de combat utilisé par River est un mélange de Kung-fu et de kickboxing, modifié pour lui donner un aspect plus « ballet » correspondant à la formation initiale de danseuse de Summer Glau, comme celle-ci le révèle dans plusieurs interviews.

### Derrial Book

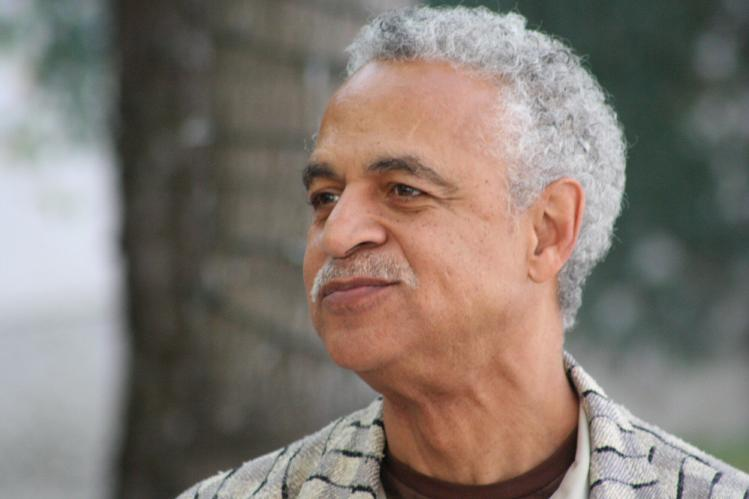
Ron Glass en 2005 à la Serenity Flanvention.

Derrial Book, souvent appelé shepherd Book, est joué par Ron Glass. C'est un shepherd, passager du Serenity qui donne fréquemment des avis et des perspectives de nature spirituelle aux membres de l'équipage.